# Ladyhawke
För den nyzeeländska sångerskan med samma namn, se Ladyhawke (artist).
Ladyhawke är en amerikansk äventyrsfilm från 1985 i regi av Richard Donner.

## Handling
Medeltid. Unge Phillipe Gaston är en småtjuv som har lyckats fly från den elake biskopens källarhålor. I skogen möter han kapten Navarre och hans älskade Isabeau. Navarre var en gång vaktchef hos biskopen, men flydde med Isabeau när biskopen tänkte gifta sig med henne. Biskopen har lagt en förbannelse över dem så att Navarre är en varg nattetid och Isabeau är en hök på dagtid.

## Rollista
- Matthew Broderick - Phillipe Gaston / Musen
- Rutger Hauer - Etienne Navarre
- Michelle Pfeiffer - Isabeau d'Anjou
- Leo McKern - Imperius
- John Wood - Biskopen
- Ken Hutchison - Marquet
- Alfred Molina - Cezar